# Senecio albo-lutescens
Senecio albo-lutescens là một loài thực vật có hoa trong họ Cúc. Loài này được Sch.Bip. miêu tả khoa học đầu tiên năm 1845.